# Robert des Rotours
Pour les articles homonymes, voir Rotours.
Robert Marie Piat des Rotours est un sinologue français, né le 19 juillet 1891 au château d'Avelin et mort le 7 novembre 1980 à Viroflay (Yvelines).

## Biographie
Robert des Rotours est issu d'une famille noble originaire des Rotours en Normandie puis établie dans le Nord. Son frère — Guillaume des Rotours—, son père — Raoul des Rotours —, son grand-père — Eugène des Rotours— et son arrière-grand-père Alexandre Antonin des Rotours ont tous été ou maires d'Avelin ou conseillers généraux ou députés de la circonscription comprenant Avelin. Il fit ses études secondaires au collège des jésuites de Lille puis vint en 1909 à Paris pour y suivre les cours de l’École des Sciences Politiques dont il fut diplômé en 1911. Le 27 octobre 1911, il partit pour Berlin afin d’y apprendre l’allemand et rentra en France en juin 1912.
Le 8 octobre 1912, il fut incorporé au 1er régiment d’artillerie à pied de Dunkerque. Son caractère indépendant lui fit détester l’esprit militaire et il resta simple canonnier. Le spectacle de la guerre et l’énormité des dépenses, tant en vies humaines qu’en argent, amena Robert des Rotours à concevoir des doutes sur l’utilité de l’idée de patrie.
Cependant, conscient de la difficulté d’établir un nouvel ordre, il prit la résolution de se désintéresser complètement de la politique et se consacra dès lors à des études d’érudition. Il commença à apprendre le chinois et l’histoire de la Chine, au front et pendant ses permissions. Le 30 mars 1917, il est affecté au fort de Montbré près de Reims, poste idéal pour l’étude du chinois. Il y resta jusqu'en septembre 1918.
Il fut l'élève du sinologue Édouard Chavannes.
Il obtint le diplôme de chinois de l’Institut des Langues orientales vivantes en juin 1920.
Le 4 août 1920, il s’embarqua au Havre pour le Canada, avec la Chine comme destination, et arriva à Pékin le 2 décembre suivant. Il y passa près de deux ans et quitta la Chine, le 4 novembre 1922, pour rentrer en France en faisant quelques étapes en Indochine, au Siam, à Java et en Inde. Le 2 avril 1923 il était de retour à Paris.
Robert des Rotours obtint le diplôme de l’École des Hautes Études en 1927 et s’installa à Viroflay dans une propriété, « La Côte du Paradis », achetée à la veuve du peintre Tony Robert-Fleury. L’atelier du peintre fournit à Robert des Rotours une pièce de rêve pour y installer son importante bibliothèque de livres chinois.
Le 5 septembre 1931, il participa au Congrès des Orientalistes de Leyde (Pays-Bas).
Le 14 octobre 1933, il s’embarqua à Venise pour un nouveau séjour en Chine, dont il revint par le Transsibérien et se trouva à Paris le 10 janvier 1934.
À partir de 1945, il remplit les fonctions d’administrateur de l’Institut des Hautes Études Chinoises à la Sorbonne dont il devint directeur honoraire en 1959.
Il reçut le titre de membre d’honneur des Hautes Études Chinoises de Belgique en 1976.

## Travaux
- Les Grands Fonctionnaires des provinces en Chine sous la dynastie des T'ang. T'oung-pao/XXV, 3-4, Leyde, 1927.
- Le Traité des examens, traduit de la Nouvelle histoire des T'ang (chap. XLIV, XLV). Paris, E. Leroux, 1932.
- C.R. lecture, Kang Woo. Les Trois théories politiques du Tch'ouen Ts'ieou interprétées par Tong Tchong-chou. Journal asiatique, 1932, T. 221, p. 341-350.
- « La Lutte à la corde (pa-ho) en Chine », Journal asiatique, 1933, T. 222, p. 341-350.
- Traité des fonctionnaires et Traité de l’Armée, traduits de la Nouvelle Histoire des T’ang (chap. XLVI-L). Leyden, Brill, 1947, 2 vol.
- Histoire de Ngan Lou-chan. Paris, PUF, 1962.
- La Révolte de P'ang Hiun. T'oung Pao, Brill, 56:229–240 (1970).
- Les Inscriptions funéraires de Ts'Ouei Mien (673-739), de Sa Femme Nee Wang et de Ts'Ouei Yeou-Fou. Paris, École française d'Extrême-Orient, dépositaire, Adrien-Maisonneuve, 1975.
- Le Règne de l’Empereur Hiuan-Tsong (713-756) par M. Lin Lu-tche, traduit et complété par Robert des Rotours. Paris, coll. Mémoires de l’Institut des Hautes études chinoises, vol. XIII, 1981.
- H. Barrett : Reviewed work(s): The Nan-chao Kingdom and T'ang China's Southwestern Frontier by Charles Backus. Lin Lutche: le règne de l'empereur Hiuantsong (713-756), traduit et complété par Robert des Rotours by Robert des Rotours; Lin Lutche. Bulletin of the School of Oriental and African Studies, University of London, Vol. 46, No. 1 (1983), p. 175-176   (review consists of 2 pages) .
- Traduction de Fu, Lin. L'Irrémédiable Douleur. Trad. par Robert des Rotours... ; avant-propos et notes, Donald Holzman ; postf., Milena Doleželová-Velingerová. - Paris : Éd. You-Feng, 2003 (impr. en Corée). 163 p.  (ISBN 2-84279-139-8).